# Иеремия I
Патриа́рх Иереми́я I (греч. Πατριάρχης Ιερεμίας Α΄; ум. 1545, Враца, Османская империя) — Константинопольский патриарх (1521—1545).
Патриарх Иеремия инициировал восстановление самого почитаемого греческого православного монастыря Осиос-Лукас, надеясь отвлечь греков от униатства и обратить их в истинную веру, учитывая, что Кипр и Крит в то время находились под властью Венеции. 

## Биография
Родился в деревне Зица в местности Эпир (пашалык Янина) на территории Османской империи.. Получил ограниченное образование, но имел превосходные управленческие навыки.

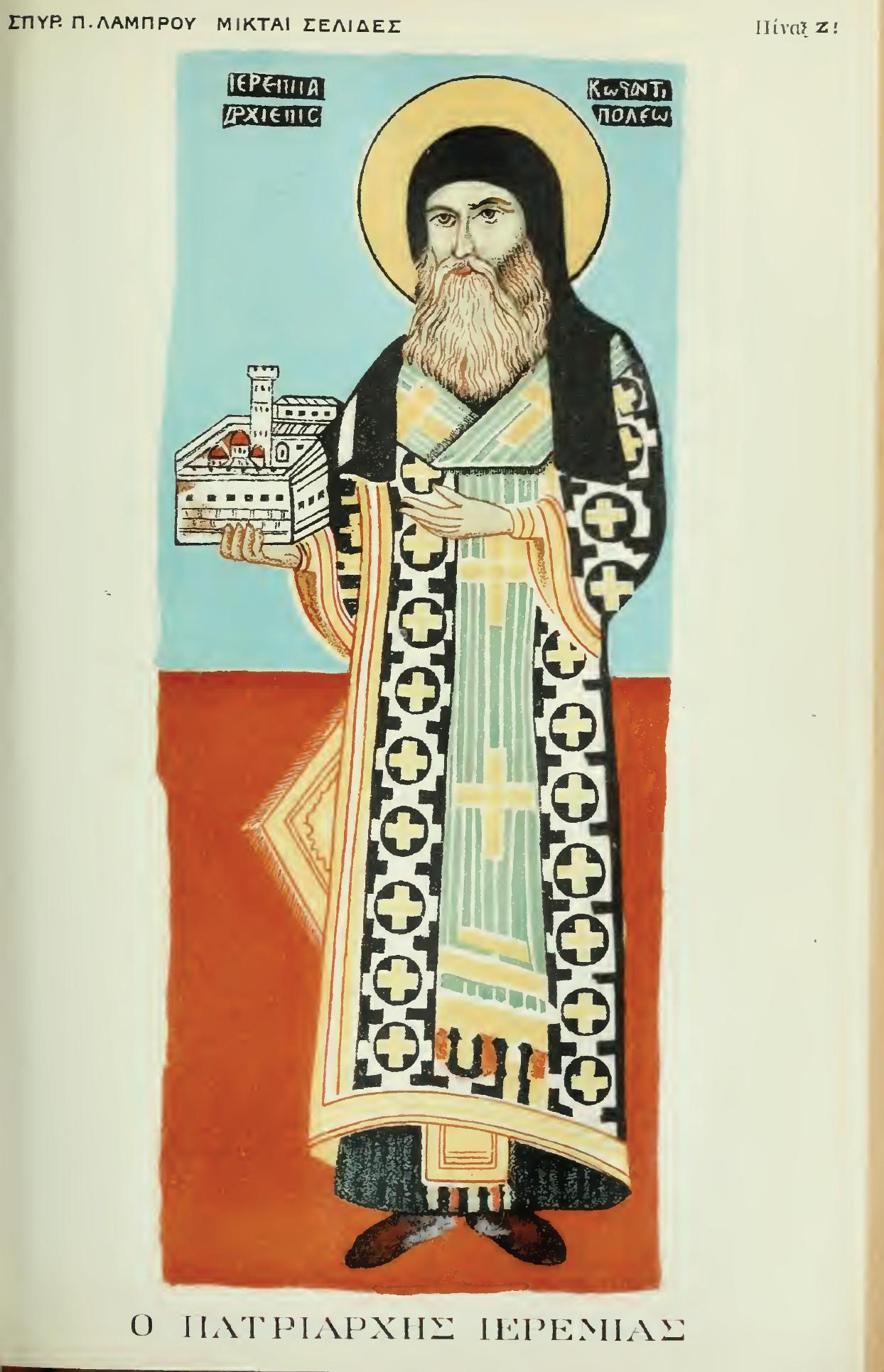
Иеремия I

Не позднее 1513 года поставлен митрополитом Софийским.
31 декабря 1522 года становится Патриархом Константинопольским. Вскоре после избрания совершил важные визиты на Кипр, Египет, Синай и Палестину.
Во время своего пребывания в Иерусалиме, духовенство и аристократия Константинополя низложили его в апреле или мае 1524 года и избрали на его место митрополита Созопольского Иоанникия.
Патриарх Иеремия вместе с Патриархами Александрийским и Антиохийским соборно отлучили Иоанникия. Вернувшийся в Константинополь Иеремия был принят с энтузиазмом людьми. 24 сентября 1525 года ему официально был возвращён Константинопольский престол. В итоге Патриарх Иеремия достиг большого влияния.
В 1537 году Патриарх Иеремия добился от султана Сулеймана Великолепного прекращения превращение церквей в мечети в Константинополе, но это решение не было подтверждено преемниками Сулеймана.
Патриарх Иеремия умер 13 января 1546 года во время поездки в Валахию.